# 滋賀労働局
滋賀労働局（しがろうどうきょく）は、滋賀県大津市にある日本の都道府県労働局で、滋賀県を管轄している。

## 所在地
- 本局 滋賀県大津市打出浜１４番１５号

## 組織
局長
- 総務部
  - 総務課、労働保険徴収室
- 労働基準部
  - 監督課、健康安全課、賃金室、労災補償課
- 職業安定部
  - 職業安定課、職業対策課、訓練課、需給調整事業室
- 雇用環境・均等室

## 出先機関
- 労働基準監督署（3署）
  - 大津労働基準監督署（大津市）
  - 彦根労働基準監督署（彦根市）
  - 東近江労働基準監督署（東近江市）

- 公共職業安定所（ハローワーク、6所1出張所）
  - 大津公共職業安定所（大津市）
    - 高島出張所（高島市）

  - 長浜公共職業安定所（長浜市）
  - 彦根公共職業安定所（彦根市）
  - 東近江公共職業安定所（東近江市）
  - 甲賀公共職業安定所（甲賀市）
  - 草津公共職業安定所（草津市）

## 管轄
- 滋賀県全域